# Oxycatantops spissus
Oxycatantops spissus är en insektsart som först beskrevs av Walker, F. 1870.  Oxycatantops spissus ingår i släktet Oxycatantops och familjen gräshoppor.

## Underarter
Arten delas in i följande underarter:
- O. s. spissus
- O. s. praemonstrator
- O. s. uranius